# کارگوتک
کارگوتک (به فنلاندی: Cargotec) شرکت صنایع سنگین فنلاندی است، که در زمینه تولید ماشین‌آلات صنعتی، لیفتراک، جرثقیل و بالابرهای مورد نیاز کشتی‌ها، بنادر و پایانه‌ها، همچنین ساخت تجهیزات مکانیکی کارخانجات صنعتی فعالیت می‌کند.
شرکت کارگوتک در ماه ژوئن سال ۲۰۰۵ در پی تفکیک شرکت کونه، به ۲ بخش؛ کونه و کارگوتک، تشکیل شد. در پایان سال ۲۰۱۲ شمار کارکنان شرکت کارگوتک بیش از ۱۰ هزار نفر اعلام شد، که در ۱۲۰ کشور جهان مشغول به‌کار می‌باشند.